# دوري الدرجة الثانية البيروي 1961
دوري الدرجة الثانية البيروفي 1961 هو موسم من دوري الدرجة الثانية البيروفي ‏. فاز فيه KDT Nacional ‏.